# Brunehaut (reine)
Pour les articles homonymes, voir Brunehilde et Brunehaut.
Titre
Reine des Francs
Brunehaut ou Brunehilde (en latin Brunichildis), née vers 547 en Espagne wisigothique et morte exécutée en 613 à Renève (actuelle Côte-d'Or), est une princesse wisigothe devenue reine des Francs.
Elle règne sur au moins un royaume mérovingien (Austrasie ou Burgondie) pendant trente-trois ans. Elle est aussi célèbre pour sa rivalité meurtrière avec une autre reine franque, Frédégonde, à l'origine de nombreux assassinats intra-familiaux.

## Contexte historique: les territoires francs auVIesiècle

Le royaume des Francs après le partage de 561.

Le VIe siècle en Gaule franque est marqué par les partages qui ont lieu à la mort de Clovis (511) et à la mort de Clotaire Ier, fils de Clovis (561).
En 511, quatre royaumes sont créés avec pour capitales : Reims, Soissons, Paris et Orléans, et Toulouse.
En 561, Clotaire, le seul survivant, qui a récupéré l'ensemble des royaumes, décède. Ses quatre fils effectuent un partage analogue du royaume franc : Sigebert à Reims, Chilpéric à Soissons, Caribert à Paris, Gontran à Orléans, ce dernier royaume incluant maintenant le territoire burgonde (Burgundia, Burgondie, Bourgogne) conquis entretemps. Ils se répartissent de nouveau l'Aquitaine séparément.
Très vite, Sigebert déplace sa capitale de Reims à Metz ; Gontran déplace la sienne d'Orléans à Chalon-sur-Saône.
À la mort de Caribert en 567, sa part est partagée entre les trois survivants : en particulier, Sigebert (Metz) reçoit Paris et Chilpéric (Soissons) Rouen.
Vers la fin du VIe siècle, apparaissent les deux nouvelles dénominations d'Austrasie pour le royaume de Metz et de Neustrie pour le royaume de Soissons et ses dépendances.

## Biographie
Brunehaut est la fille d’Athanagilde Ier, roi des Wisigoths, et de Goswinthe. Étant princesse wisigothe, elle a été élevée dans la religion arienne.
Sa longévité lui a permis de jouer un rôle important durant les règnes de son époux, de son fils et de ses petits-fils ; c'est sous le règne de son arrière-petit-fils qu'elle est livrée à un roi ennemi et mise à mort.

### Mariage avec le roi des Francs Sigebert

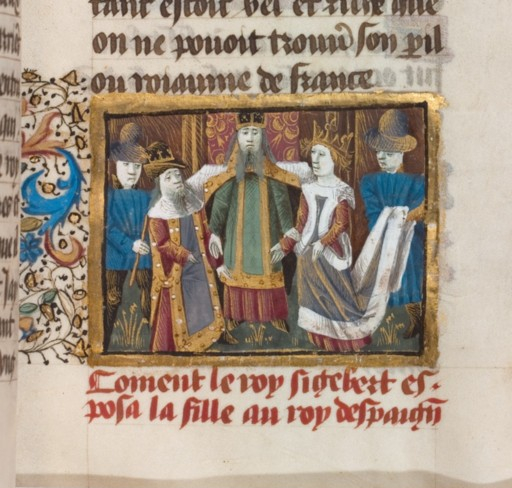
Mariage de Sigebert Ier et Brunehaut.
Grandes chroniques de France. Manuscrit du XVe siècle, Bibliothèque nationale de France, Paris.

Au printemps 566, ayant abjuré l'arianisme, elle épouse à Metz Sigebert Ier, roi de Metz. Ce mariage est négocié par Gogon.
Le mariage de Brunehaut est évoqué dans le livre de Grégoire de Tours et dans un poème de Fortunat. La princesse est alors présentée sous un jour favorable.
De ce mariage, naissent :
- Ingonde, qui épousera le prince wisigoth Herménégild, fils aîné du roi arien Léovigild ;
- Clodoswinthe, qui aurait épousé le roi des Wisigoths d'Espagne Récarède Ier (frère cadet d'Herménégild) ; elle serait la mère du roi wisigoth Swinthila[6] ;
- Childebert en 570.

### Règne de son époux Sigebert
Un peu après son mariage, sa sœur aînée Galswinthe épouse Chilpéric, dont une concubine, Frédégonde, aspire fortement à devenir reine.
Le meurtre de Galswinthe vers 570, suivi par le remariage de Chilpéric avec Frédégonde, déclenche une longue guerre entre l’Austrasie et la Neustrie, au nom de la faide germanique. Avec l'appui de Gontran, Brunehaut obtient à titre de compensation (wergeld) la cession à elle-même du douaire de Galswinthe, consistant en plusieurs cités d'Aquitaine.
Mais Chilpéric ne tient pas son engagement et se lance au contraire dans une guerre contre Sigebert.
En 575, celui-ci réplique en lançant à partir de Paris deux attaques, d'une part vers Rouen, d'autre part vers la Picardie. Chilpéric s'enferme dans Tournai, tandis que Sigebert obtient le ralliement d'une partie de son armée à Vitry, près d'Arras : il est alors « hissé sur le pavois » (reconnu comme roi). Mais il est assassiné juste après par deux envoyés de Chilpéric.
Chilpéric s'empare alors de Paris où Brunehaut est faite prisonnière et emmenée à Rouen ; en revanche, leur fils Childebert est emmené à temps par un fidèle, Gondovald ; la noblesse du royaume de Sigebert le proclame ensuite roi à Metz et il reçoit l'appui de Gontran, qui devient son tuteur.
En 576, Brunehaut épouse le fils de Chilpéric, Mérovée. Chilpéric réagit à cet acte de rébellion en faisant tonsurer Mérovée qui est ensuite assassiné (577). Mais cet épisode permet à Brunehaut d'échapper à Chilpéric.

### Règne de son fils Childebert
Brunehaut rejoint son fils à Metz. Elle se heurte alors à une forte opposition des grands du royaume, dont les principaux Aegidius, évêque de Reims et le duc Gontran Boson. Grégoire de Tours rapporte un épisode au cours duquel Brunehaut aurait été directement menacée par un proche d'Aegidius, Ursion : « Éloigne-toi de nous, femme… Maintenant, c'est ton fils qui règne… Éloigne-toi, pour que les sabots de nos chevaux ne t'écrasent pas sur leur passage. »
En 584, Chilpéric Ier est assassiné, laissant un fils âgé de seulement quatre mois, Clotaire.
En 585, la majorité de Childebert est proclamée, ce qui permet à Brunehaut de retrouver une meilleure position. Un rapprochement avec Gontran a lieu en 587, avec le traité d'Andelot, : au cas où un des deux rois mourrait sans fils, l'autre hériterait de son royaume (les droits éventuels de Clotaire, fils de Chilpéric, étant donc laissés de côté).
À la mort de Gontran en 592, Childebert hérite comme prévu de la couronne de Burgondie et sa mère Brunehaut règne de fait sur l’Austrasie et sur la Burgondie, mais doit faire face aux attaques de Frédégonde, régente de Neustrie pour le compte de son fils Clotaire II âgé de 8 ans.
En 595, Brunehaut réorganise les institutions du royaume des Francs de son mari mort. Elle rédige la décrétion de Childebert qui sera énoncée par son fils Childebert en 595 et apportera au royaume franc une organisation étatique et royale qui modifiera en profondeur les institutions médiévales.
Childebert meurt en 596, très probablement empoisonné, peut-être à l’instigation de Frédégonde, laissant deux fils Thibert (ou Théodebert) en Austrasie et Thierry (ou Théodoric) en Burgondie.

### Règnes de ses petits-filsThibertIIetThierryII
Thibert reçoit l'Austrasie et Thierry la Burgondie. Brunehaut est chargée de la régence. Elle reste d'abord auprès de Thibert à Metz.
Frédégonde lance une offensive, mais elle meurt en 597, ce qui suspend provisoirement les hostilités, Clotaire II n'ayant que 13 ans.
En 596, Brunehaut arrête une attaque avare en payant un tribut.
Mais elle est en butte à l’opposition de l’aristocratie qui finit par la rejeter, à l'occasion de la mort du duc Wintrio[réf. nécessaire], qui avait conspiré contre elle et qu’elle avait fait mettre à mort.

#### Régence de Burgondie à partir de 601
En 601, Brunehaut se réfugie auprès de Thierry II, roi de Burgondie.
En 603, elle nomme maire du palais Protadius (ou Protade), un fidèle, qui seconde sa volonté de renforcement du pouvoir royal, en particulier à travers l'impôt. Protadius est tué par des grands en 605.

#### Conflit entre Thibert et Thierry (610-612)
L'objet du conflit est l'Alsace, attribuée à Thierry à la mort de Childebert. Thibert élève des revendications et passe à l'offensive en 610.
Après plusieurs péripéties, Thibert est fait prisonnier, puis il est assassiné à Chalon-sur-Saône en 612.
Thierry II, devenu roi d'Austrasie, meurt à Metz en 613 à 26 ans, peut-être empoisonné, mais plus probablement de mort naturelle.
Il laisse quatre fils, mais Brunehaut soutient l'avènement sous sa régence d'un seul d'entre eux, Sigebert II, âgé de 12 ans.

### Règne et mort de son arrière-petit-fils,SigebertII

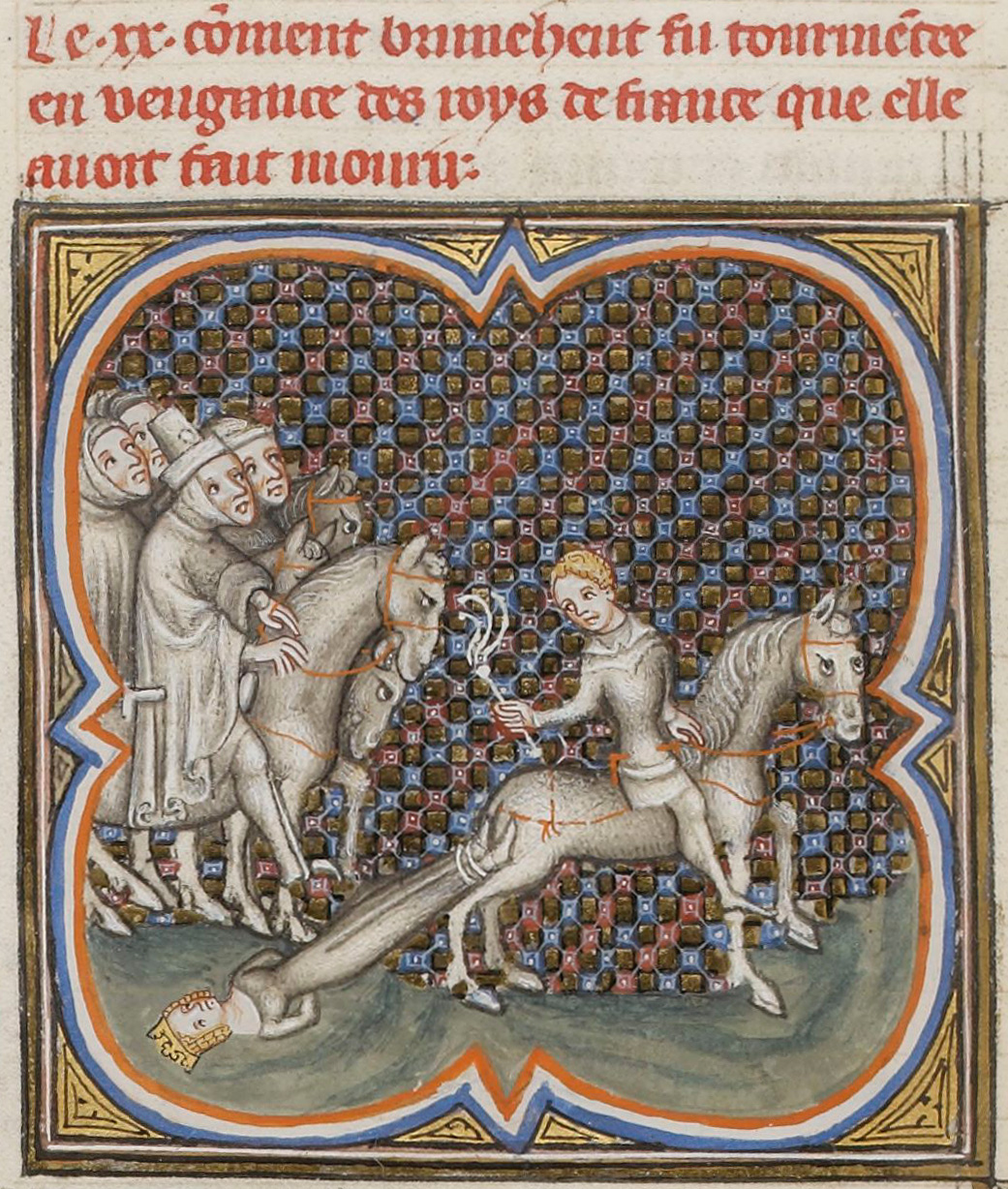
Mise à mort de Brunehaut.
Enluminure des Grandes Chroniques de France de Charles V, vers 1375-1380.
Paris, BnF, département des manuscrits, ms. Français 2813,.

Une partie de la noblesse d’Austrasie, menée par le maire du palais Warnachaire qui jugeait Brunehaut d'être la cause d'un désordre général en Austrasie, se révolte et décide de soutenir le roi de Neustrie Clotaire II. Abandonnée par ses armées, Brunehaut s’enfuit dans le Jura suisse. Rejointe par le connétable de l’armée de Neustrie, Herpon, elle est arrêtée et livrée à Clotaire.
Celui-ci fait exécuter deux des quatre arrière-petits-fils de Brunehaut (Sigebert II et Chramn). Le troisième, Childebert, s'enfuit et le dernier, Mérovée (probablement filleul du roi Clotaire II, peut-être une des raisons pour lesquelles il a été épargné), est envoyé en exil en Neustrie auprès du duc Ingobad. Jonas de Bobbio, dans sa Vita sancti Columbani, donne cinq frères à Sigebert et les fait tous exécuter sous les ordres de Clotaire II.

### Mort de Brunehaut
En 613, Clotaire fait supplicier Brunehaut durant trois jours en la livrant aux exactions de son armée, à Renève. Finalement, elle est attachée par les cheveux, un bras et une jambe à la queue d’un cheval indompté. Son corps brisé est ensuite brûlé. Ses restes sont apportés et enterrés à l’abbaye Saint-Martin d'Autun qu’elle avait fondée (fin de l’année 613). L'abbaye aujourd'hui détruite, les fragments du sarcophage sont conservés au musée Rolin à Autun.
Il s'agissait autant d'une exécution que d'une mise à l'épreuve de la nature royale de Brunehaut : celle-ci, étant reine, avait commandement au nom de Dieu sur la nature et les animaux ; que le cheval n'en tînt pas compte devait prouver à tous que Dieu avait retiré son soutien à la reine, et que le royaume revenait bien à Clotaire. 

Cette mort violente assura, cependant, sa postérité. Comme l'écrivit l'historien Bruno Dumézil : 

« Le long massacre de Brunehaut, au lieu d'abolir sa mémoire, préserva son souvenir et laissa place à la constitution d'une légende. »

## Historiographie

### Brunehaut / Brunehilde
Une majorité d'historiens francophones utilise la graphie Haut. La totalité des historiens non-francophones et une minorité d'essayistes francophones utilisent la graphie Hild.
Elle est nommée Brunehaut à partir du XIIIe siècle par les historiens francophones. Certains auteurs francophones contemporains comme Roger-Xavier Lantéri et Anne Bernet préfèrent la forme Brunehilde, voire Brunehild pour Barbey d'Aurevilly dans sa nouvelle La vengeance d'une femme. Cependant, les historiens francophones comme Bruno Dumézil conservent la forme traditionnelle pour la distinguer du personnage mythologique, la valkyrie Brunehilde.

### Sources
Les sources concernant Brunehilde sont les suivantes : 
- Grégoire de Tours, Histoire des Francs, fin VIe siècle ;
- Grégoire le Grand, Registre des lettres, vers 600 ;
- Venance Fortunat, Poèmes, VIe siècle ;
- Chronique de Frédégaire, VIIe siècle ;
- Jonas de Bobbio, Vie de saint Colomban, vers 650 ? ;
- Anonyme, Vie de Didier de Vienne ;
- Anonyme, Liber historiæ Francorum (Le Livre de l'Histoire des Francs), vers 727.

Les trois dernières sources sont nettement hostiles a priori à Brunehaut.

### Une personnalité maltraitée par l’historiographie traditionnelle
- Si vous ne connaissez pas le sujet, laissez ce bandeau (vous pouvez alors contacter les auteurs).
- Si vous supprimez le contenu mis en cause (vous pouvez préalablement contacter les auteurs),

argumentez précisément cette suppression dans la page de discussion
(un manque de référence n'est pas un argument ; une recherche réelle de référence doit avoir été effectuée, être formellement documentée).

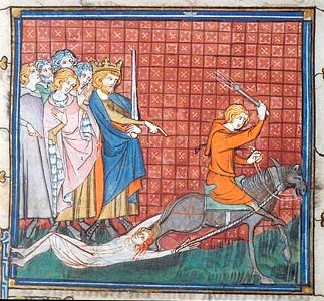
Miniature médiévale (XIVe siècle) représentant l'exécution de Brunehaut.

Dans un monde où s’imposait la coutume des Francs, Brunehaut a constamment cherché à préserver les restes d’une conception romaine de l’État et de la justice. Elle est l'inspiratrice de la décrétion de Childebert, qui réforme la loi salique et organise l'administration du royaume des Francs sur le plan judiciaire et sécuritaire. Abhorrée par certains chroniqueurs, elle est décrite comme très autoritaire, énergique, altière, souvent rusée, belliqueuse, manipulatrice et marquée par la tradition germanique de la faide qui déchira les Mérovingiens sous son « règne ». Brunehaut, comme sa rivale Frédégonde, est restée dans l’Histoire comme une assez « mauvaise » figure.
Elle était pourtant très cultivée, fait plutôt rare pour l’époque même parmi les rois et la noblesse, et avait une très haute conscience de sa qualité de reine, fille de roi. Elle eut des partisans parmi la noblesse franque austrasienne et bourguignonne. Trois fois régente des royaumes d’Austrasie et de Burgondie, d’abord pour son fils Childebert, puis pour ses petits-fils Thibert et Thierry et enfin pour son arrière-petit-fils Sigebert, elle s’est efforcée de conserver l’autorité royale sur une aristocratie souvent rebelle et prompte à la confisquer. Elle s’est vu reprocher par le « pape de Rome », de laisser les juifs et les chrétiens de son royaume fêter les jours de Pâque ensemble dans les mêmes lieux de culte… Elle répondit que les problèmes religieux étaient de la responsabilité des « papes » (les évêques), et non de la sienne.

### Ouverture de sa sépulture en 1632
Le 25 août 1632, son tombeau à l'abbaye Saint-Martin d'Autun est ouvert, le jour de la Saint-Louis à quatre heures de l'après-midi, afin de savoir s'il contenait réellement ses restes.
On y trouve un coffret de plomb, dans lequel reposaient ses restes, consistant en cendres, poudres et ossements, ainsi qu'une molette d'éperon et quelques morceaux de charbon. Le coffret est remis dans le sépulcre.

## Postérité

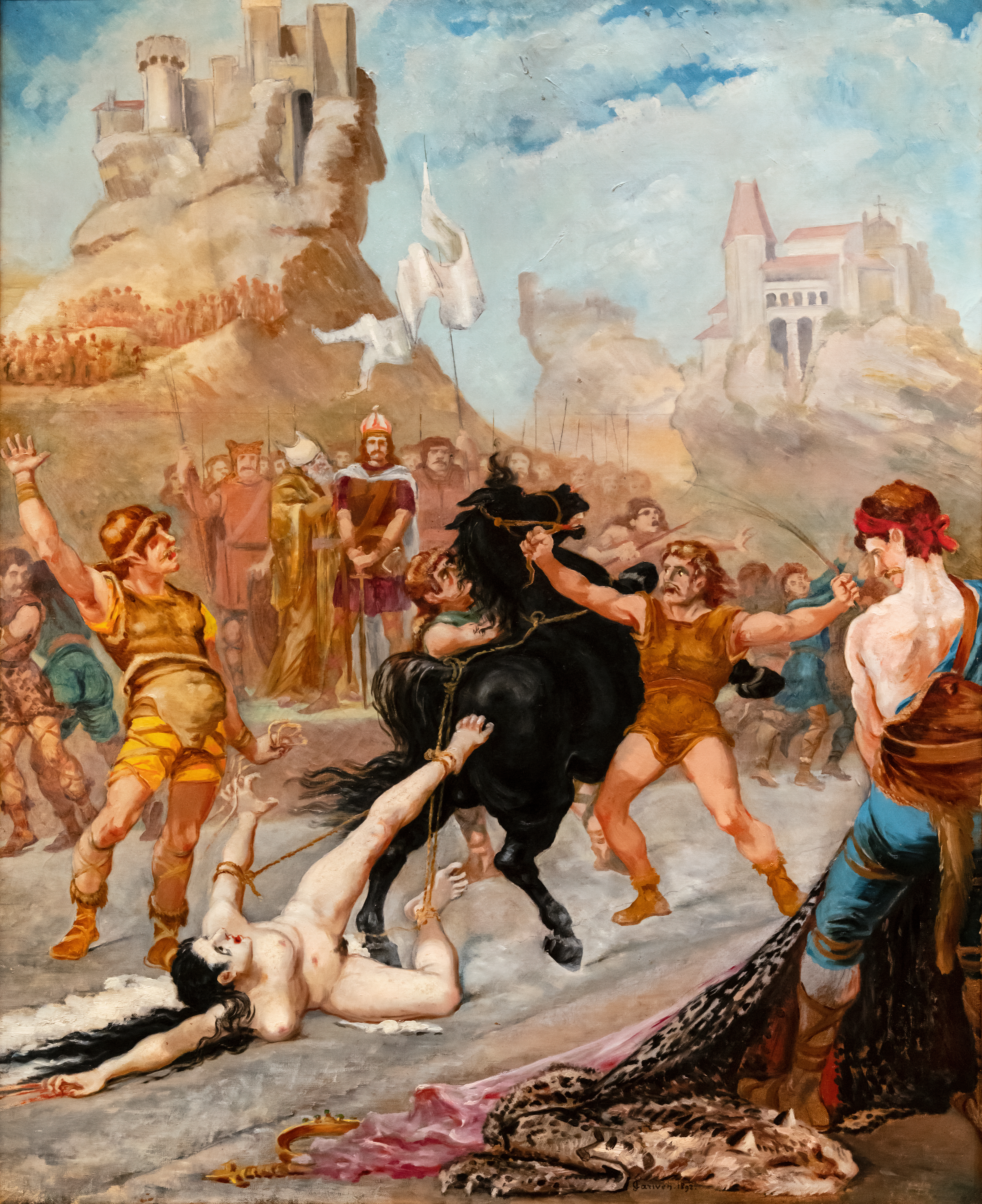
Supplice de Brunehaut 1865 - Jean-Baptiste Cariven.

### Chaussées Brunehaut
Selon la légende, Brunehaut se serait attachée à entretenir les voies de communication terrestres, ainsi les nombreuses voies romaines qu’elle restaura portent encore le nom de chaussée Brunehaut en souvenir de la reine d'Austrasie du VIe siècle ce qui pose question car, la plupart de ces chaussées Brunehaut sont situées sur le territoire de l'ancienne Neustrie (France du nord, Belgique, Luxembourg) sur laquelle Brunehaut n'a jamais régné... Comme Mélusine, elle reste dans le légendaire des « bâtisseuses ».

### Romans historiques et bandes dessinées
- Jacques-Marie Boutet de Monvel et Marie-Antoinette Duchesne, Frédégonde et Brunéhaut, 1775.
- Paul Murray Kendall, Mon frère Chilpéric, Paris, Buchet/Chastel, 1981.
- Jacques Katuszewski et Anne Théron, La Trahison de Frédégonde, Paris, Grasset, 1987.
- Patrick Cothias et Bernard Dufossé, Les Sanguinaires : Frédégonde, vol. 1, Grenoble, Glénat, 1997.
- Patrick Cothias et Bernard Dufossé, Les Sanguinaires : Le Grand Partage, vol. 2, Grenoble, Glénat, 1999.
- François Cavanna, Le sang de Clovis, Paris, Albin Michel, 2001 (ISBN 2226127259).
- François Cavanna, Les Reines rouges, Paris, Albin Michel, 2002 (ISBN 2226135421).
- Claude Begat, Brunehilde, reine trahie, Paris, L'Harmattan, 2003 (ISBN 978-2-747-54306-4).
- Claude Begat, Frédégonde, reine sanglante, Paris, L'Harmattan, 2004 (ISBN 978-2-747-55852-5).
- François Cavanna, L’Adieu aux reines, Paris, Albin Michel, 2004 (ISBN 2226150854).
- Jean-Louis Fetjaine, Les Voiles de Frédégonde, Paris, Belfond, 2006 (ISBN 978-2-298-00115-0).
- Jean-Louis Fetjaine, Les Larmes de Brunehilde, Paris, Belfond, 2007 (ISBN 978-2-714-44266-6).
- Claude Valleix, Frédégonde, la reine barbare, Paris, L'Harmattan, 2011 (ISBN 978-2-296-55885-4).
- Virginie Greiner et Alessia de Vincenzi, Frédégonde, la sanguinaire, vol. 1, Paris, Delcourt, 2014.
- Laure-Charlotte Feffer, Frédégonde reine, Arles, Actes Sud, 2014.
- Éric Fouassier, Par deux fois tu mourras, JCLattes, 2019.

### Pièces de théâtre et opéra
- (en) Beaumont et Fletcher, Thierry and Theodoret (en), première publication en 1621[25].
- Étienne Aignan, Brunehaut ou les Successeurs de Clovis, tragédie, Paris, 1810 (lire en ligne sur Gallica) présentation.
- Népomucène Lemercier, Frédégonde et Brunehaut, tragédie, Paris, 1821.
- Th. Gardie, Mérovée ou une vengeance de Frédégonde, tragédie, Paris, 1851.
- Ernest Guiraud et Camille Saint-Saëns, Frédégonde, opéra, Paris, 1895.